# Bruchinae
Bruchinae (mọt đậu hay bọ cánh cứng hạt) là một phân họ của bọ cánh cứng, thuộc họ Ánh kim (Chrysomelidae) (mặc dù trong quá khứ chúng được xếp vào một họ riêng biệt với danh pháp Bruchidae). Chúng là động vật ăn hạt và phần lớn quãng đời chúng sống trong những hạt cây mà chúng ăn. Nhiều loài mọt đậu là côn trùng gây hại vì chúng phá hỏng hạt của nhiều loại đậu khác nhau. Phân họ này bao gồm chừng 1,350 loài.

## Các chi
Đây là danh sách chi theo hệ thống phân loại cũ, khi mà Mọt đậu vẫn được xem là 1 họ riêng biệt (Bruchidae). Lưu trữ ngày 15 tháng 9 năm 2009 tại Wayback Machine
- Rhaebinae Chapuis, 1874

- Rhaebus Fischer von Waldheim, 1824

- Pachymerinae Bridwell, 1929

- Pachymerini Bridwell, 1929

- Pachymerus Thunberg, 1805
- Butiobruchus Prevett, 1966
- Caryobruchus Bridwell, 1929
- Caryoborus Schoenherr, 1833

- Caryedonini Bridwell, 1929

- Mimocaryedon Decelle, 1968
- Caryedon Schoenherr, 1823
- Caryotrypes Decelle, 1968
- Aforedon Decelle, 1965
- Exoctenophorus Decelle, 1968

- Caryopemonini Bridwell, 1929

- Protocaryopemon Borowiec, 1987
- Diedobruchus Pic, 1913
- Caryopemon Jekel, 1855

- Amblycerinae Bridwell, 1932

- Amblycerini Bridwell, 1932

- Amblycerus Thunberg, 1815

- Spermophagini Borowiec, 1987

- Zabrotes Horn, 1885
- Spermophagus Schoenherr, 1833

- Eubaptinae Bridwell, 1932

- Eubaptus Lacordaire, 1945

- Kytorhininae Bridwell, 1832

- Kytorhinus Fischer von Waldheim, 1809

- Bruchinae Latreille, 1802

- Bruchini Latreille, 1802

- Bruchus Linnaeus, 1767

- Megacerini Bridwell, 1946

- Megacerus Fahraeus, 1839

- Acanthoscelidini Bridwell, 1946

- Gibbobruchus Pic, 1913
- Ctenocolum Kingsolver & Whitehead, 1974
- Caryedes Hummel, 1827
- Meibomeus Bridwell, 1946
- Penthobruchus Kingsolver, 1973
- Pygiopachymerus Pic, 1911
- Merobruchus Bridwell, 1946
- Acanthoscelides Schilsky, 1905
- Mimosestes Bridwell, 1946
- Stylantheus Bridwell, 1946
- Altheus Bridwell, 1946
- Pseudopachymerina Zacher, 1952
- Neltumius Bridwell, 1946
- Stator Bridwell, 1946
- Sennius Bridwell, 1946
- Megasennius Whitehead & Kingsolver, 1975
- Algarobius Bridwell, 1946
- Scutobruchus Kingsolver, 1968
- Rhipibruchus Bridwell, 1932
- Pectinibruchus Kingsolver, 1967
- Dahlibruchus Bridwell, 1931
- Cosmobruchus Bridwell,, 1931
- Lithraeus Bridwell, 1952
- Bonaerius Bridwell, 1952
- Spatulobruchus Borowiec, 1987
- Palpibruchus Borowiec, 1987
- Specularius Bridwell, 1938

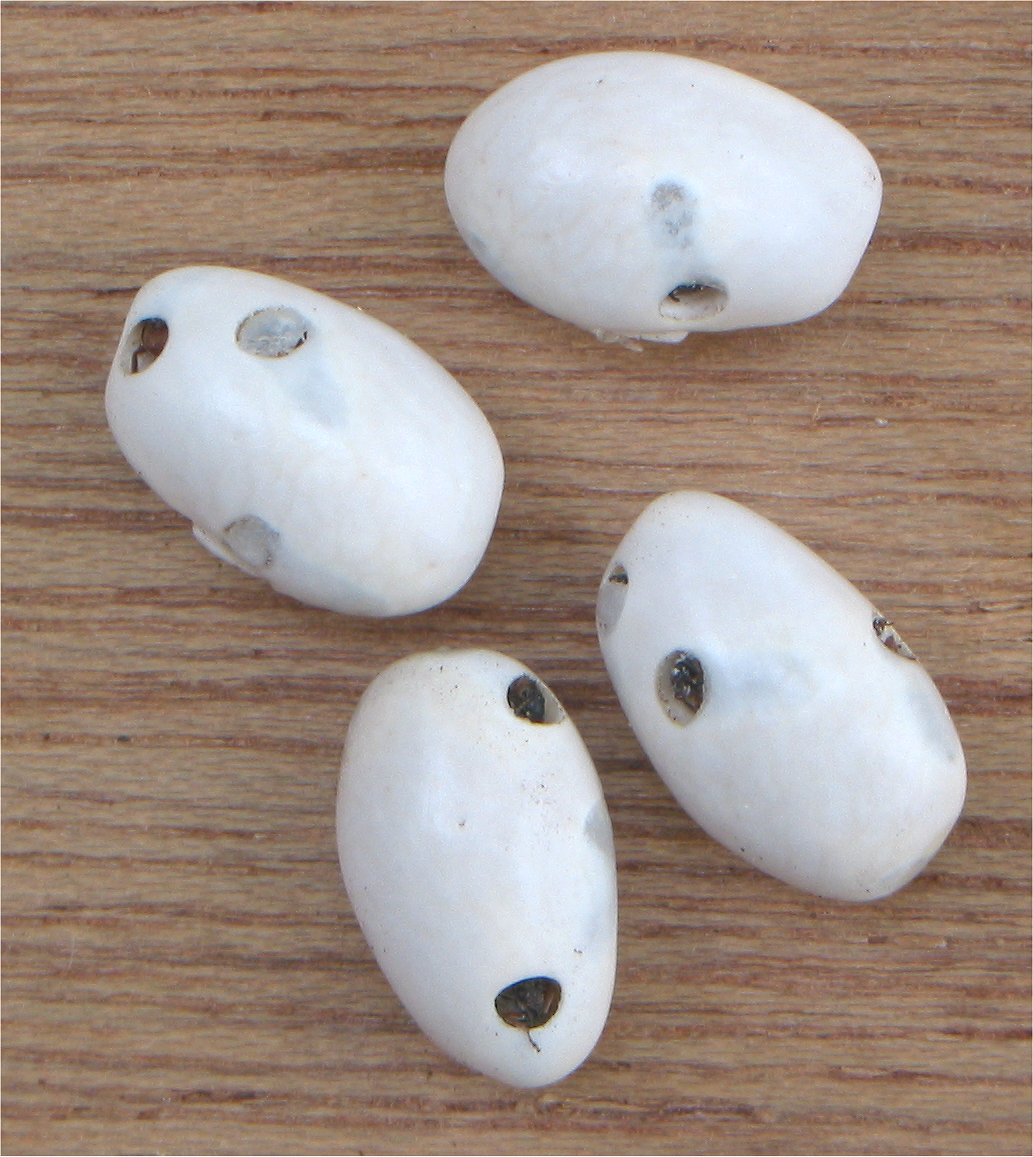
Ấu trùng của Bruchinae gây hại cho đậu, Acanthoscelides obtectus

- Acanthobruchidius Borowiec, 1980
- Palaeoacanthoscelides Borowiec, 1985
- Horridobruchus Borowiec, 1984
- Callasobruchus Pic, 1902
- Bruchidius Schilsky, 1905
- Salviabruchus Decelle, 1982
- Sulcobruchus Chujo, 1937
- Parasulcobruchus Anton, 1999
- Borowiecus Anton, 1994
- Megabruchidius Borowiec, 1984
- Conicobruchus Decelle, 1951
- Kingsolverius Borowiec, 1987
- Decellebruchus Borowiec, 1987
- Margaritabruchus Romero & Johnson, 2001